# Die Bronzeschale
Die Bronzeschale ist ein deutscher Kriminalstummfilm aus dem Jahre 1917 von Rudolf del Zopp mit Sybil Smolowa und Mogens Enger in einer Doppelrolle. 

## Handlung
Während der junge Millionär Jan Terwen in einer Illustrierten blättert, muss er zu seinem Missvergnügen feststellen, dass der gesuchte Juwelendieb Fred Dunkans eine verblüffende Ähnlichkeit mit ihm aufweist. Noch am selben Abend besucht Terwen sein Rechtsanwalt. Der bringt die Bitte des Großindustriellen Tom Wellings vor, kompromittierende Briefe herauszurücken, die im Besitz Jans sind. Obwohl Wellings wie Terwen durch Machenschaften einer Aktiengesellschaft beide hohe finanzielle Verluste erlitten hatten, kommt Terwen dem Ansinnen nicht nach. En passant rät Terwens Anwalt seinem Mandanten angesichts der Diebestour Dunkans, seinen Schmuck, den er besitzt, lieber in Sicherheit zu bringen. Das tut der Millionär auch und fährt mit den Preziosen in sein geräumiges Haus. Dort trifft er auf eine ominöse Dame, die offensichtlich im selben Gewerbe wie Dunkans tätig ist. Sie nennt sich Helga Stormer und steht etwas ratlos vor Terwens Tresor, den sie nicht zu öffnen vermag.
Helga scheint nicht beunruhigt, den Hauseigentümer vor sich zu haben, da sie offensichtlich nicht von seiner Ähnlichkeit mit Dunkans weiß, ihn aber sehr wohl für den berüchtigten Kollegen-Langfinger hält, den sie ganz offensichtlich als ihren Komplizen erwartet. Mit ausgesuchter Frechheit bittet sie den falschen Dunkan, ihr beim Öffnen des Terwen-Tresors zu helfen. In einer Mischung aus Erstaunen und Amüsement öffnet Jan seinen eigenen Safe. Nach allerlei weiteren Verwicklungen stellt sich fest, dass Helga nicht einfach eine gewöhnliche Geldschrankknackerin ist, sondern vielmehr die Tochter von Tom Wellings. Nachdem der Anwalt mit seiner Bitte nach der Herausgabe der kompromittierenden Briefe gescheitert war, hatte sie sich zu Terwens Villa begeben, um in Eigenregie den Geldschrank zu öffnen und die Briefe zu entwenden, um damit die befleckte Ehre des Vaters zu säubern. Der von Helga erwartete Dunkan taucht schließlich auch noch auf und glaubt, Helga aus den Klauen des Villenbesitzers befreien zu müssen. Dabei kommt er ums Leben. Terwen und Helga, die eigentlich ein gutes Herz besitzt, haben in der Zwischenzeit Gefallen aneinander gefunden.

## Produktionsnotizen
Die Bronzeschale passierte die Filmzensur im Juli 1917 und wurde bereits im Vormonat uraufgeführt. Der Film besaß eine Länge von 1369 Metern, verteilt auf vier Akte.

## Kritiken
In Wiens Neue Kino-Rundschau heißt es: „Diese seltsame Doppelgängergeschichte rollt sich in einer Reihe verwickelter Szenen vor den Augen des Zuschauers ab. Die Handlung sowie die guten schauspielerischen Leistungen der Hauptdarsteller Sybil Smolowa und Mogens Enger halten die ganze Aufmerksamkeit des Zuschauers gefangen.“